# Cryptide
Pour un article plus général, voir Cryptozoologie.
Ne doit pas être confondu avec l'usage du terme « cryptique » en biologie.

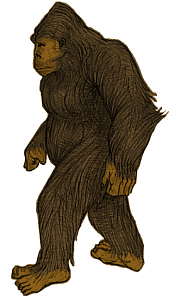
Dessin représentant un yéti.

Un cryptide est un animal ou une plante dont certaines personnes supposent l’existence, laquelle est étayée par des preuves autoscopiques (que tout le monde peut voir), testimoniales (fondées sur des témoignages) ou circonstancielles (des indices concomitants) insuffisantes pour être reconnue par la communauté scientifique, comme le Yéti, le Kraken ou le monstre du loch Ness. L'étude de ces êtres cryptiques est appelée cryptozoologie pour les animaux, et cryptobotanique pour les plantes, et est considérée par une grande partie de[réf. nécessaire] la communauté scientifique comme relevant du domaine de la pseudoscience. En 1986, le cryptozoologue Bernard Heuvelmans, a suggéré qu'environ 140 cryptides pourraient être découverts. Certains cryptozoologues ont suggéré qu'il pourrait y avoir jusqu'à 250 cryptides à découvrir.

## Origine du terme
Le mot « cryptide » est apparu pour la première fois en 1983. Il fut inventé par des cryptozoologues pour remplacer des termes comme « animaux inconnus », ou « monstres », que ces derniers jugeaient trop générique, sensationnaliste, ou inapproprié. Depuis, le terme est largement utilisé pour nommer les créatures relevant du champ d'étude de la cryptozoologie.

### Définition
Bernard Heuvelmans, considéré comme le fondateur de la cryptozoologie, a défini les créatures relevant de la cryptozoologie comme des « formes animales encore inconnues », en excluant de son domaine les espèces décrites scientifiquement, éteintes récemment, et étant toujours signalées (par exemple la Rhythine de Steller ou le Thylacine), même si de fait, elles sont bien étudiées par les cryptozoologues. Selon le cryptozoologue américain Loren Coleman (en), le champ d’étude de la cryptozoologie recouvre toute créature n'étant pas officiellement reconnue et répertoriée par la science. Les cryptides sont généralement définis comme toute créature signalée par des témoins, et considérée par certains comme pouvant exister sans qu'il y ait pour autant de preuves irréfutables.

### Qu'est-ce qui n'est pas un cryptide?
Comme la cryptozoologie n'est l'objet d'aucune formation universitaire, ni d'aucun institut scientifique officiel, et qu'il n'existe pas d'organisme définissant ce qui est et ce qui n'est pas un cryptide, de fait, certains amateurs de cryptozoologie désignent parfois des créatures mythiques, de prétendus extraterrestres, des montages taxidermiques, ou encore des créatures liés à des phénomènes paranormaux, des rumeurs liées à des phénomènes internet ou des creepypasta comme des cryptides,.
Les animaux décrits fortuitement et n'étant pas signalés préalablement par des témoins avant leurs découvertes (comme les insectes ou autres micro-organismes collectés dans les forêts) ne sont pas, de fait, considérés comme des cryptides. La plupart des cryptides sont des animaux de moyenne ou grande taille, les petites créatures comme les insectes ayant peu marqué les esprits pour attirer l'attention des cryptozoologues, à quelques exceptions près.

## Types de cryptides

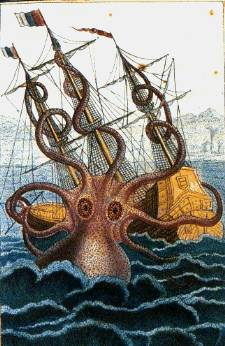
Pieuvre géante attaquant un navire français au large des côtes d'Angola par Pierre Dénys de Montfort (1810). Une représentation typique du Kraken

### Dénominations
La plupart des cryptides possèdent un ou plusieurs noms vernaculaires dans une ou plusieurs langues, cultures particulières, pays ou localité, autres que leur nom sous lequel ils sont le plus médiatisés : par exemple le Yéti est appelé Teh-lma ou Yeh-teh, et certains fauves à dents de sabre signalés en Afrique centrale sont appelés hadjel, mamaïmé ou encore ngoroli,,. Le Bigfoot, quant à lui, est aussi familièrement dénommé sous le nom de Sasquatch dans plusieurs états de l'Amérique du Nord, et, dans certaines langues amérindiennes, Oh-mah, S'oq'wiam ou See-ah-tik.

### Différentes catégories de cryptides
Il existe globalement 3 catégories de cryptides reconnues et acceptées généralement par le public, les cryptozoologues et les scientifiques. Ainsi, un cryptide peut être (dans l'ordre) :
- soit, premièrement, un animal considéré par certains comme pouvant exister sans pour autant qu'il y ait de preuves, qu'il soit réaliste ou bien présentant des aptitudes ou caractéristiques farfelue (comme le Yéti, le Bigfoot, l'Ours Nandi...). Il s'agit ici de la catégorie, et des créatures qui la compose, qui vient en tête en premier lieu dans l'esprit des personnes en ce qui concerne le domaine en général. De fait, les cryptides de cette catégorie sont souvent dénommés comme étant les "vrais" cryptides au sens propre car n'ayant aucune preuve ni présente ni passé de leur existence de façon complète.

- soit, deuxièmement, une espèce considérée comme disparue (c'est-à-dire une espèce éteinte) totalement et qui pourrait cependant toujours survivre en tant qu'espèce relique quelque part (le Coelacanthe, l'espèce africaine plus précisément, fut par exemple redécouvert bien avant l'apparition de la cryptozoologie, mais était bien connu des autochtones depuis longtemps, et aurait pu donc à l'époque être considéré comme un cryptide[18]). Les créatures de cette catégorie sont incluses dans la cryptozoologie car même en étant répertoriées, reconnues et acceptées par la science depuis longtemps avant leur disparition, le fait qu'il est possible qu'elles puissent en réalité encore survivre et exister de nos jours sans qu'on en ait la preuve les rendent éligibles comme telles dans le domaine.

- et enfin, troisièmement, une population relique d'une espèce toujours vivante qu'on pense disparue localement (qu'on appelle ici une espèce extirpée) a un endroit précis et qui pourrait survivre de nos jours malgré tout.

Les espèces disparues (ou encore, plus techniquement, des espèces à part qui descendraient de ces dernières) qui pourraient toujours exister selon certains, sans pour autant qu'il y ait de preuves, par exemple les dinosaures (Mokélé-Mbembé) ou les ptérosaures (Kongamato, Ropen) prétendument observés, comme en Afrique, ou encore certaines créatures du Cénozoïque (mammouths, gigantopithèques), sont aussi de fait des cryptides.
En 2004, Chad Arment, dans Cryptozoology: Science & Speculation, définit quatre types de cryptides : des créatures ne ressemblant à aucun animal connu ou éteint (par exemple le sasquatch), des animaux considérés comme actuellement éteints (comme de prétendus dinosaures), des animaux connus apparaissant hors de leurs aires de répartition normale (comme les « aliens big cats » (en)), et enfin des animaux connus se démarquant des autres membres de leur espèce d’une certaine manière, comme par exemple la taille (gigantisme, comme certains calmars géants de « plus de 100 pieds (30,5 mètres) », et nanisme) la couleur (albinisme (comme les ours blancs signalés dans les forêts de Shennongjia dans le Hubei), mélanisme) ou encore du fait de diverses mutations.

### Recherches et ébauches de preuves
La plupart des témoignages font état d'une espèce à part entière d'animaux, malgré une mention au singulier régulière (le Yéti par exemple), et parfois un être unique, souvent nommée d'après le lieu où elle a été aperçue et ou elle est censée vivre, sans sous-entendus d'une possible population de cette dernière (comme le Monstre du Loch Ness). Les cryptides sont généralement « connus » par leur présence dans des traditions, et par des empreintes dans la mémoire collective, des représentations dans les arts, par des témoignages directs, des empreintes physiques (traces de pas, photo, film...), et parfois par des fragments anatomiques (par exemple les poils attribués au yéti) voire par un « spécimen complet », comme par exemple l'homme congelé du Minnesota.
En 1986, Bernard Heuvelmans suggéra que 140 animaux inconnus pourraient avoir existé ou pourraient être découverts. D'autres cryptozoologues ont suggéré qu'il pourrait y en avoir au moins jusqu'à 250, bien que l'existence de la quasi-totalité de ces cryptides n'a jamais été concrètement prouvée.
Selon certains cryptozoologues, il pourrait être possible que certains de ces cryptides soient des animaux ayant disparu avant d'être officiellement décrits par la science. Le terme de « crypto-extinction » est alors utilisé. L'un des derniers cryptides recensés récemment est le Chupacabra, dont la légende a pris racine dans les années 1990. D'un point de vue cryptozoologique, certains animaux répertoriés ont été au départ des cryptides, car étant rares, ils ont d'abord été connus par des informations inexactes ou peu vérifiables. De même, des animaux aujourd'hui bien connus étaient autrefois considérés comme mythiques, comme par exemple l'okapi, le tapir des Andes, le panda ou le gorille, qui était décrit au milieu du XIXe siècle comme un « homme des bois » enlevant les femmes et pouvant être capturé après avoir été enivré avec un bol d'alcool ; les récits étant semblables à ceux évoquant le yéti. Cependant, peu de cryptides ont vu leur existence prouvée depuis la naissance de la cryptozoologie  : l'existence controversée de l'éléphant pygmée (es) fut établie au début des années 2000, à la suite d'études des restes lui étant attribués, et qui permirent de le rattacher à l'éléphant de forêt ,. Les rapports au sujet de calmars de " plus de 100 pieds (30,5 mètres) ", présentés et considérés comme des Krakens, sont généralement considérés comme des observations de calmars géants ou de calmars colossaux, soit (le plus souvent) exagérées, soit désignant des individus anormalement grands,.

### Existence des cryptides en tant qu'espèces
Pour qu'une espèce animale soit officiellement répertoriée et acceptée par la communauté scientifique, les preuves de son existence doivent être incontestables. Ainsi, toute preuve pouvant encore laisser planer le doute à cause de divers facteurs (photo floue, témoignages nombreux et concordants mais invérifiables par exemple) ne peut être reconnue comme crédible et ne peut prouver l'existence d'un animal. Le Code international de nomenclature zoologique exclut catégoriquement de son domaine les « concepts hypothétiques » non prouvables.
La reconnaissance d'une espèce animale existante, ou ayant existé, est donc difficile à établir à partir de l'existence d'un seul individu. Les preuves pour avancer l’existence d'une espèce doivent témoigner d'elles-mêmes de l'existence d'une population viable de l'espèce en question ; elle doit obligatoirement être composée d'une population d'individus assez conséquente pour lui permettre de survivre à travers le temps. De là, plusieurs conditions obligatoires, d’intensités variables, doivent être aussi respectées pour que cela soit possible. Cela inclut un nombre important d'individus pour permettre la diversité génétique et ainsi éviter les conséquences dues à la consanguinité, comme les maladies ou les malformations (qui pourraient expliquer à elles seules l'existence d'individus hors normes). Enfin, un environnement propice à la population, devant fournir à cette dernière assez de place et de nourriture à long terme, et cela à l'abri des regards, est indispensable.
Selon la plupart des chercheurs, la probabilité de l'existence de beaucoup de cryptides est donc très faible, le monde étant bien mieux connu et beaucoup plus peuplé qu'au milieu du XXe siècle. L'existence de plusieurs dizaines d'espèces de grands animaux inconnus vivant parfois dans des zones très peuplées, et laissant peu ou aucune trace de leur présence est donc improbable. L'existence hypothétique de plus de 70 à 80 grands mammifères inconnus semble s'opposer au ralentissement des découvertes de grands animaux, qui sont vraisemblablement peu à être encore à découvrir.
Pour Heuvelmans, les positions tenues par une partie de la communauté scientifique seraient surtout basées sur des idées reçues excluant la possibilité même de l'existence d'une créature, et des arguments d'autorité. Selon lui, tout chercheur s'intéressant au yéti ou au serpent de mer serait vu comme un excentrique par ses pairs ( « Le Serpent-de-mer, il faut bien le dire, a contre lui son nom. » ), ce qui nuirait aux recherches. Les sceptiques auraient selon lui tendance à généraliser à la suite de mystifications ou d'observations déficientes d'animaux déjà connus. Selon Jordi Magraner, qui étudia le Barmanou du Pakistan, il n'existe aucun argument empirique permettant de démontrer l'impossibilité de l'existence de grands humanoïdes encore inconnus .
D'autres grands animaux sont parfois décrits en étant ultérieurement considérés comme des synonymes (par exemple le pécari géant, ou le lamantin pygmée (en)) ou encore des sous-espèces d'espèces connues. Dans beaucoup de cas, certains animaux voient parfois leur statut taxonomique passer de sous-espèce à espèce à part entière, à la suite de nouvelles études, notamment génétiques et géographiques (comme le ouistiti de Schneider, Mico Scheinderi, confondu avec le  Mico emiliae depuis sa découverte en 1990, ou encore avec les anciennes sous-espèces de la couleuvre faux-corail et le la tortue serpentine),.
Il n'est pas non plus impossible de découvrir certains animaux, même disparus depuis longtemps, avec seulement comme preuve des restes non matériels de l'animal (corps, poils, os, etc.), mais des représentations anciennes (ex. : dessins ou peintures), comme l'oie inconnue de la célèbre frise égyptienne des oies de Meïdoum, qui pourrait représenter une espèce non décrite ou un phénotype inconnu. En guise de comparaison, des preuves comme des empreintes de pas fossiles (appelées ici ichnotaxon) peuvent aussi mener à la découverte de nouvelles espèces, comme le Breviparopus (en), un sauropode géant ayant vécu au Maroc, connu uniquement par des traces de pas fossilisées découvertes en 1979, et dont aucune autre trace fossile (squelette par exemple) n'a encore été découverte.
Plusieurs grands animaux terrestres ont bien été découverts depuis le dernier quart du XXe siècle (saola, tapir noir, varan géant des Philippines, Tenkile, Kipunji, etc.),. De même, de nouvelles espèces de grands animaux marins sont décrites chaque année (Requin grande-gueule, Raie géante d'eau douce, méduse noire géante, cœlacanthe de Manado, baleine à bec de Sato (en), etc), mais comme l'a rappelé Jean-Jacques Barloy, « pour être objectif, il faut reconnaître que le requin à grande gueule, (...) ou encore le saola, s'ils apportent de l'eau au moulin de la cryptozoologie, ne la confortent pas tout à fait, car ils ne figuraient pas (ou à peine), avant leur découverte, dans les dossiers ou les livres des cryptozoologistes. ».

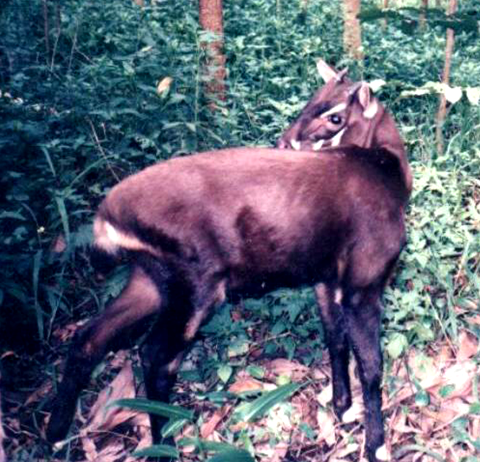
Le saola est souvent montré comme la preuve que de grands animaux peuvent encore être découverts, bien que le saola ne fût pas étudié ni considéré comme un cryptide avant sa découverte pour être dénommé comme tel. Il était néanmoins perçu comme un mythe par les explorateurs pendant longtemps.

En 2001, le biologiste Charles G. M. Paxton, après avoir étudié les découvertes des animaux marins de plus de deux mètres aux XIXe et XXe siècles, a suggéré que 51 grands animaux marins pourraient encore rester à découvrir, avec en moyenne une description tous les 5,3 ans. Cette optique reste encore aujourd'hui probable, compte tenu que seulement 5 % des océans ont été explorés. Les océans représentant 70 % de la planète, 65 % du globe terrestre restent donc largement inexploré à ce jour, avec une estimation d'environ 2 millions d'espèces marines à découvrir[réf. souhaitée].

### Médiatisation et culture populaire
Le nombre de cryptides autour du monde est assez conséquent, mais seul un petit nombre est médiatisé auprès du public. Ceux qui viennent en tête étant par exemple le Bigfoot, le Yéti, le Kraken, le Monstre du Loch Ness, etc., apparaissant dans de nombreux films, romans, bandes dessinées ou jeux vidéos. La popularité d'un cryptide est influencée par divers facteurs comme l'importance de l'évènement auquel il est rattaché ou encore sa présence dans la culture et le folklore depuis des décennies ou des siècles (selon que les témoignages soient fréquents ou non). Souvent, l'hystérie collective joue un rôle important dans la médiatisation et la popularité d'un cryptide.[réf. nécessaire]. Certains pays ont un cryptide phare, comme le Bunyip, qui est le cryptide par excellence de l'Australie.

## Liste non exhaustive de cryptides[4]
| Nom | Image | Apparence | Lieu | Hypothèses |
| --- | ----- | --- | --- | --- |
| Agogwe | -     | Petit humanoïde velu mesurant entre 1m et 1,7m. | Mozambique | Australopithèque relique. |
| Ahool | -     | Créature volante dont l'aspect va du ptérosaure au singe ailé, et d'environ 1,70 à 3 m d'envergure. | île de Java. | Chauve-souris géante, canulars. |
| Alien Big cats (en) |       | Grands félins (lions, panthères, pumas...) présents hors de leur aire de répartition connue. | Europe, Australie, Nouvelle-Zélande. | Individus ou petites populations de grands fauves échappés de captivité et ayant prospéré, chats domestiques ayant naturellement grandi du fait de l'absence de prédateurs concurrents.                                                                                                  |
| Bigfoot ou Sasquatch |       | Créature humanoïde velue de plus de 2 m de haut, grands pieds, forte stature. | États-Unis et Canada (surtout dans les forêts montagneuses de Californie, d'Oregon, de Washington, et de Colombie britannique).                                  | Canulars, observations déficientes d'ours, Gigantopithèque relique, hominien encore inconnu. |
| Bunyip |       | Créature aquatique dont l'apparence rappelle souvent le chien, le phoque ou encore la loutre. | Marais du sud-est de l'Australie. | Survivance du Diprotodon ou mythes liés à son souvenir dans la mémoire collective des aborigènes, mythes nés à la suite de l'introduction de buffle d'eau par les colons, observations déficientes de phoques ou d'otaries remontant les fleuves, phoque marsupial encore inconnu.       |
| Cadborosaure |       | Créature aquatique serpentiforme dotée d'une tête rappelant celle du cheval et de petites nageoires. | Côte ouest de l'Amérique du nord | Observation déficientes d'énormes lions de mer ou de régalecs, carcasses décomposées et méconnaissables de cétacés ou de requins, plésiosaure relique, cheval de mer : pinnipède hypothétique complètement adapté à la vie en pleine mer dont la tête rappellerait celle du cheval.      |
| Cétacés inconnus (en) (Narval austral, baleine antarctique à haute dorsale, baleine d'Alula, Dauphin d'Illigan, dauphin du Sénégal...)                                                            |       | Divers cétacés dont le signalement ne correspond apparemment à aucun cétacé connu. | Antarctique (Narval austral, baleine antarctique à haute dorsale), Golfe d'Aden (baleine d'Alula), Philipines (Dauphin d'Illigan), Sénégal (dauphin du Sénégal). | Cétacés inconnus ou connus. |
| Chupacabra |       | Créature canine sans poils ou créature reptilienne bipède dotée de piques sur le dos. | Amérique Latine, surtout au Porto Rico. | Chiens souffrant de la gale, canulars reprenant le monstre d'un film de science-fiction. |
| Emela-ntouka |       | Bête aux mœurs amphibies dotée d'une corne et d'une longue queue. | Est du Gabon et du Cameroun, Congo Brazzaville. | Rhinocéros inconnu de forêt, cératopsien relique, canulars. |
| Gazeka (en) |       | Quadrupède de plus de 1m de haut doté d'un long museau et d'un pelage sombre et tacheté. | Est de la Nouvelle-Guinée. | Palorchestes ou diprotodon relique, présence inattendue de babiroussas en Nouvelle-Guinée. |
| Globsters |       | Carcasses décomposées et non identifiable retrouvées échouées sur les côtes. | Côtes du monde entier. | Carcasses de grands animaux marins connus (cétacés, calmar géants, requins, régalecs, éléphants de mer, etc.), ou inconnus. |
| Grand Pingouin |       | Grand Pingouin. | Îles Féroé, Îles Lofoten. | Survivance hypothétique du grand Pingouin jusque dans les années 1920, observations déficientes de pingouins tordas. |
| Hippopotame nain de Madagascar (Kilopilopitsofy, Tsomgomby). |       | "Bœuf aquatique", ou hippopotame décrit comme tel. | Sud-ouest de Madagascar (Belo-sur-mer). | Survivance hypothétique de l'hippopotame nain malgache jusqu'au XXe siècle voire jusqu'à nos jours. |
| Homme sauvage : Almasty (Caucase), Van-Manass (Cachemire), Adam-Djapaissy (Pamir), Barmanou (Hindou Kouch), Mande Barung (Nord de l'Inde), Migo (Tibet), Almass (Mongolie), Nguoi-Rung (Vietnam). |       | Humanoïde velu d'environ 1m70 - 1m80 de haut, longs bras, jambes courtes et fléchies, corps très puissant, visage peu velu, longs seins pour les femelles.                                                                 | Caucase, Cachemire, Pamir, Hindou Kouch, Nord de l'Inde, Tibet, Mongolie, Indochine.                                                                             | Observations déficientes d'ours, folklore et canulars, hominien relique (australopithèque, paranthrope, néandertalien), néandertalien repoussé par l'Homme vers des zones reculées et ayant évolué « en arrière ».                                                                       |
| Kawekaweau |       | Gecko de Delcourt. | Nouvelle-Zélande | Survivance de l'Hoplodactylus delcourti. |
| Kappa |       | Créatures humanoïdes. | Divers endroits du Japon | Observation récurrente par des locaux, légendes urbaines infantiles. Circulation de morceaux de dépouilles crées par des artistes peu scrupuleux. |
| Kongomato |       | Animal doté d'une peau glabre, d'ailes de chauve-souris, d'un long bec et d'une longue queue. | Marais de Jiundu (nord-ouest de la Zambie). | Ptérosaure relique, chauve-souris géante appartenant à une espèce connue ou inconnue. |
| Loup marsupial |       | Thylacine. | Tasmanie, Nouvelle-Guinée. | Survivance du thylacine, observation déficiente de renards. |
| Mapinguari |       | Créature décrite parfois comme une sorte de paresseux géant (quadrupède mais peut se dresser sur ses postérieurs, corps massif, longue queue, grandes griffes, museau allongé. Décrite parfois comme un monstre humanoïde. | État d'Amazonas et d'Acre (Brésil). | Paresseux géant relique. |
| Marozi |       | Lion de petite taille, dont le pelage est taché de rossette. | Forêts des monts Aberdare (Kenya). | Sous-espèce inconnue de lion, jeunes lions ou individus ayant gardé leurs rossettes[Quoi ?], hybride lion-léopard. |
| Mbielu-mbielu-mbielu |       | Créature semi-aquatique dotée de plaques dorsales. | Marais du Likouala (Congo Brazzaville). | Observations déficientes de crocodiles, dinosaure stégosaurien relique. |
| Mégalodon |       | Requin blanc gigantesque | Mer du monde entier | Récits exagérant la taille des requins blancs, canulars, survivance du mégalodon. |
| Moa |       | Oiseau aptère au long cou de moins de 1 m de haut (sa taille est parfois comparée à celle d'une dinde). | Île du Sud (Nouvelle-Zélande). | Moa relique (Megalapteryx ou anomalopteryx), observation déficiente de takahés. |
| Mokélé-mbembé |       | Animal aquatique doté d'un long cou, d'une petite tête, d'une longue queue et parfois d'une corne. | Cours d'eau et marais du Cameroun, du Gabon, du Congo Brazzaville et de Centrafrique.                                                                            | Sauropode relique, varan géant, mammifère aquatique au long cou, observations déficientes de trionyx géant, d'éléphants ou de groupes de crocodiles nageant, canulars. |
| Monstres Lacustres au long cou (Nessie, Champ, Ogopogo...). |       | Créature lacustre au corps massif, dotée d'un long cou et d'une petite tête. | Loch Ness (Écosse (Nessie)), Lac Champlain (Champ ( États de New-York et du Vermont, Québec)), Lac Okanagan (Ogopogo (Colombie-Britannique).                     | Silhouette trompeuse d'objets flottants, observation déficiente de loutres, d'anguilles ou de silures, illusion d'optique formée par un phénomène de réfraction atmosphérique, plésiosaure relique, espèce hypothétique d'otarie à long cou entrant parfois dans les lacs depuis la mer. |
| Voromptara |       | Grand oiseau aptère, longues jambes et long cou, mœurs forestières. | Madagascar. | Survivance de l'oiseau éléphant jusqu'au début du xxe siècle. |
| Oiseau-tonnerre |       | Grand rapace mesurant entre 3 et 4,8 m d'envergure. | Sud des États-Unis. | Teratornis relique, observations déficientes de grands rapaces déjà répertoriés. |
| Olgoï-Khorkhoï |       | Vermiforme mesurant entre 50 et 60 cm de long, au corps épais et de couleur rouge sang, réputé vivre sous terre et capable de projeter du venin ou des décharges électriques.                                              | Désert de Gobi (Mongolie). | Vers géant ou amphisbène inconnu. |
| Orang-pendek |       | Primate bipède aux longs bras et aux jambes courtes, pelage noir ou brun, nez plat, arcades sourcilières et canines bien développées. Taille allant de 80 cm à 1,50 m.                                                     | Région du lac des Gunung Tujuh (Sumatra). | Observations déficientes de siamangs ou d'ours malais, espèce ou sous-espèce inconnue de gibbon ou d'orang-outan, Homme de Florès relique. |
| Ours Nandi |       | Bête dont l'aspect évoque celui de l'ours ou de l'hyène. | Kenya et Tanzanie. | Babouins ou ratels anormalement grands, observation déficiente d'hyènes, chalicotherium relique, récits colportés par des bandits pour masquer leurs méfaits. |
| Rhythine de Steller |       | Rhythine de Steller. | Mer d'Okhotsk, Kamchatka, Îles Aléoutiennes. | Observations déficientes de baleines ou d'éléphants de mer, survivance de la Rhythine de Steller. |
| Tatzelwurm(en) |       | Créature serpentiforme mesurant de 30 à 90 cm de long et doté de moignons de pattes avant. | Alpes suisses. | Orvet, scinque ou amphibien inconnu. |
| Tigre d'Ennedi |       | Fauve un peu plus grand qu'un lion, queue courte, pelage rayé, poils longs. Mœurs variant en fonction de son habitat. | District d'Ouaddaï (Tchad), Centrafrique, Gabon, rivière Boumba (Cameroun) et fleuve Dja.                                                                        | Folklore autour de l'empreinte laissée par les machairodontes dans la mémoire collective des peuples d'Afrique centrale, deux espèces relique de machaïrodontes (l'une terrestre au Tchad et en Centrafrique, l'autre amphibie au Gabon et au Cameroun).                                 |
| Tigre Maltais |       | Tigre doté d'une fourrure bleuâtre et de rayures gris foncé. | Province du Fujian. | Existence possible de tigres ayant une mutation génétique lui conférant un pelage bleu. |
| Trétrétrétré, habéby, mangarsahoc |       | Lémuriens géants. | Madagascar. | Survivance tardive du megaladapis et/ou du palaeopropithecus, lémuriens connus anormalement grands. |
| Tzuchinoko |       | Serpent mesurant entre 30 et 80 cm de long, au corps plus épais que la tête (semblable à celle d'une vipère) et la queue, et réputé venimeux et capable de faire des bonds d'1 m de long.                                  | Montagnes de Corée et du Japon (Îles d'Honshū, Shikoku et Kyūshū).                                                                                               | Espèce connue ou inconnue de vipère. |
| Waitoreke (en) | -     | Petit animal semblable à une loutre. | lacs de l'Île du Sud (Nouvelle-Zélande). | Loutre introduite ou venue depuis la mer, monotrème encore inconnu. |
| Yéti,Teh-lma, Meh-teh, Yéren, Orang mawas. |       | Être humanoïde velu marchant sur deux pattes et courant sur quatre, tête conique, visage simiesque, taille allant d'1,4 à 2,5 mètres.                                                                                      | Sud-ouest de l'Himalaya : forêts des vallées du Ladakh, du Sikkim et du Népal (yéti, meh-teh, teh-lma), Hubei (Yeren), Malaisie (Orang mawas).                   | Observations déficientes d'ours, de macaques ou de langurs, ours inconnus bipèdes, une ou deux espèces d'anthropoïdes encore inconnus : Gigantopithèque, Sivapithèque). |